# Julius Constantius dotter
Julius Constantius' dotter, vars namn är obekräftat och betraktas som okänt, född okänt år, död okänt år, var en romersk kejsarinna, gift med kejsar Constantius II. Hon var dotter till Julius Constantius och Galla, helsyster till kejsar Constantius Gallus och halvsyster till kejsar Julianus Apostata. 
Hennes namn är okänt, men enligt romerska namnkonventioner borde hon ha hetat Galla, Julia eller Constantia efter sina föräldrar. Hon gifte sig med Constantius II år 335 eller 336 under stora festligheter som finns beskrivna. Då maken blev kejsare 337 avrättades hennes far och flera andra familjemedlemmar. Hennes dödssår är okänt, men eftersom den anses ha medverkat till brodern Constantius Gallus död 354 och hennes man gifte sig andra gången 353 borde det ha varit år 353.   